# Mafeteng
Mafeteng   este un oraș  în  partea de vest a  statului Lesotho. Este reședința districtului  Mafeteng.